# 捷蛙
捷蛙（Rana dalmatina）是一種青蛙。

## 描述
捷蛙很瘦削，四肢修長，吻尖。成年雄性捷蛙很少大於6.5厘米，雌蛙可達8厘米長。牠們的背部呈淺褐色、赤褐色或淺灰褐色，而對比較少。由顳至耳膜間有很多深褐色的三角形。捷蛙的下身呈白色，沒有任何斑點。在交配的季節，雄蛙會變成深褐色。後腳非常長，可以跳達2米的距離，比其他青蛙跳得更遠。瞳孔是橫向的，虹膜上三分之一的部份較淺色及呈金色。鼓膜與眼睛的直徑相若。背部的腺體斑紋並不怎麼發育，且是局部中斷的。

## 繁殖
捷蛙的叫聲較靜，但可以維持達12秒。牠們一般會在水中嗚叫，故只有近距離才可以聽見。雄蛙有時會聚集在水面吸引雌蛙，而雌蛙會產卵好幾天。在中歐，捷蛙一般會在3月初產卵，並會隨天氣而有所延誤。
捷蛙卵叢有450-1800顆卵，一般會附在水深5-40厘米的樹枝、樹根或樹幹上。所以牠們很少會下沉至水底。牠們不會像田野林蛙及林蛙般將全部卵都產成一叢。捷蛙卵的直徑長約1.5-2.1毫米。

## 棲息地
捷蛙喜歡在充滿水源的落葉混交林，並在接近森林附近的草原生活。在乾旱及溫暖的森林中，牠們往往會遠離水源。牠們是中歐三種蛙屬物種中，最喜歡溫暖及乾燥的物種。
捷蛙分佈在法國、德國、捷克、奧地利、匈牙利、巴爾幹半島、希臘及黑海附近。